# Sonet
Sonet je pjesnička forma talijanskog porijekla, sastavljena od četrnaest stihova (jedanaesteračkih, dvanaesteračkih, osmeračkih ili drugačijih) koji su u osnovnom obliku podijeljeni u dva katrena i dvije tercine ili terceta. 
Naziv sonet potječe od talijanskog sonetto za koji se pretpostavlja da je nastao od riječi suono (hrv. glas, zvuk) kao njezina umanjenica, ili da je posuđenica iz provansalskog gdje je označavala neku vrstu pjesme. 
Prvi se teorijski spisi o sonetu kao pjesničkom obliku javljaju 1332. godine, odnosno stotinjak godina nakon nastanka soneta. Autor tog prvog teorijskog spisa (Summa artis rithimici vulgaris dictaminis), koji predstavlja svojevrsni zahtjev za klasifikacijom tipova soneta, jest Antonio da Tempo. U njemu on nabraja čak šesnaest vrsta soneta (sonnetus simplex, duplex, dimidiatus, caudatus, continuus, incatenatus, duodenarius, repetitus, retrogradus, semilitteratus, metricus, bilinguis, mutus, septenarius, communis, retornellatus). Najpoznatija su tri tipa soneta: talijanski ili Petrarkin, francuski ili Ronsardov te engleski ili Shakespeareov sonet. U hrvatskoj književnosti kao majstor soneta ističe se Antun Gustav Matoš.

## Nastanak soneta
Prvi su se soneti pojavili oko 1230. godine na Siciliji, među pjesnicima sicilijanske škole okupljenima oko dvora Fridrika II. Smatra se da su, barem djelomično, bili inspirirani nekim pučkim sicilijanskim oblikom. Tvorcem soneta kao posebnog pjesničkog oblika smatra se Jacopo da Lentini, bilježnik (pravnik) u Fridrikovoj službi. U prvo se doba sonet često smatrao strofom i kao takav se pojavljivao u spjevovima. Tek se postupno udomaćuje kao lirski oblik. Pronađeno je, također, da su prvi soneti bili obilježeni alternirajućom rimom okteta, ali je vrlo brzo obgrljena rima postala klasični model te se počela osjećati kao bolja struktura sonetne forme. Tercine su pak bile povezane sljedećom shemom rima: CDE/EDC, CDE/CED. Soneti su bili pisani u jedanaestercu (tal. endecasillabo). 
Novonastali se pjesnički oblik vrlo brzo širio i ubrzo osvojio cijelu Italiju. Savršenim su ga učinili pjesnici talijanskog slatkog novog stila (tal. dolce stil nuovo), a kao najbolja se ostvarenja prezentiraju soneti Cavalcantia (1250. – 1300.), Dantea (1265. – 1321.) i Petrarke (1304. – 1374.). U djelima je Cavalcantia i Dantea sonet pjesnički živio gotovo stotinu godina prije Petrarke, no tek je Petrarkina poezija dala najznamenitiji stilski pečat toj strogo smišljenoj pjesničkoj formi. Tome uzrok nisu bili samo brojni petrarkisti u Italiji, već i činjenica da je pojava soneta u drugim europskim književnostima nerazdvojna od utjecaja Petrarke i petrarkizma. Tako u 15. stoljeću Petrarkin ljubavni sonet kroz djela Luisa de Góngore ulazi i u španjolsku književnost. U Francuskoj, u koju dospijeva u 16. st., sonet je, s obzirom na prethodni utjecaj provansalske ljubavne lirike na Talijane, lako bio prihvaćen u svom petrarkističkom vidu, primjerice u poeziji Pierrea de Ronsarda. 
U sve druge europske književnosti sonet je prodro s neposrednim ili posrednim petrarkističkim utjecajem. Naravno, jednom ustoličena u domaćoj tradiciji, sonetna je forma bila sve manje pod pritiskom onog pečata koji joj je dao njen prvi veliki predstavnik. Unatoč tome, sonet i dalje čuva svoja prvobitna stilska obilježja. I tako se do kraja 16. st. sonet proširio cijelom Europom. Prodro je čak i u književnosti Azije. Tada slijedi zastoj, ili prezasićenost sonetom. Veći se interes javlja ponovno u razdoblju romantizma. Tako sonet opstaje do danas.

## Struktura soneta
Osim vanjske forme, sonet ima i svoju unutarnju formu. Književni teoretičari su dugo raspravljali o tome iziskuje li takva forma sama po sebi unutarnji smisao i raspored, odnosno koliko je vanjska forma ovisna o unutarnjoj, te u kojoj mjeri sonetna struktura strofe i sonetno rimovanje sugeriraju određen raspored građe i njezinu sintaktičku raščlanjenost. Vladimir Nazor u svojim objašnjenjima govori o "duši i sadržaju" soneta. On spominje “ne samo vanjsko nego i unutarnje suzvučje rima”. Bilo je i oprečnih mišljenja, ali je veliki broj teoretičara ipak prihvatio mišljenje Vladimira Nazora, uz poneka odstupanja. Opći je stav da pravi sonet mora imati točno određen vanjski i unutrašnji red; da sonetna struktura uključuje neku polaznu točku ili uvod, te razvoj, kulminaciju i rasplet. Postoje i tvrdnje da sonet mora imati unutrašnju dramsku ili dijalektičku organizaciju:
- a) tezu - prvi katren,
- b) antitezu - drugi katren,
- c) sintezu - dvije tercine

Dvočlana struktura soneta podrazumijeva da je između katrena i tercina uspostavljen odnos očekivanja i ostvarenja, napetosti i opuštanja, pretpostavke ili zaključka. Ako se dijalektička struktura soneta vizualno pokazuje u rasporedu strofa, onda se to akustički jasno pokazuje kroz raspored rima. Drugi opet tvrde da u sonetu moraju biti pauze (točka na kraju svake strofe); da se nijedna značajnija riječ ne smije dva puta upotrijebiti; da posljednji stih mora biti ključ za cijelu pjesmu; da posljednja tercina mora sadržavati smisaonu bit soneta, a ostale su strofe samo priprema; da zaključni stihovi moraju iznenaditi čitaoca itd. Tu su, nasuprot ovima, i neka manje rigorozna mišljenja po kojima unutarnji red mora postojati, ali on je slobodan i raznolik, a ne strogo određen. Neki pak misle da smisaoni slijed nije uopće važan za ovaj oblik.
Vanjski oblik nije sam sebi svrhom. On utječe na kompozicijsku organizaciju koja, bez obzira je Ii strogo određena ili ne, mora imati svoj slijed, razvoj, povezanost, zgusnutost, težinu i zaokruženost. I bez obzira na različita gledišta pjesnika sonetista, pravim se sonetima smatraju samo oni koji odišu istinskom pjesničkom i stvaralačkom snagom. Dakle, misli se uvijek na ona ostvarenja koja posjeduju taj unutrašnji red.
Talijanski su soneti najčešće bili pisani u jedanaestercu (tal. endecasillabo), jer je to bio talijanski nacionalni stih, a ako se javljao neki kraći stih, poput osmerca ili šesterca, tada je bilo riječi o manjem sonetu (tal. sonetto minore). U Francuskoj je pak nacionalni stih bio aleksandrinac, pa je i sonet bio, mahom, pisan tim stihom. U Engleskoj tu je funkciju imao petostopni jamb, u Njemačkoj dvanaesterac, u Poljskoj trinaesterac, te u hrvatskoj književnosti pretežno deseterac. Jedino su Španjolci i Portugalci, preuzevši u 16.st. sonet, stvorili i svoju verziju jedanaesterca (što je bilo lako s obzirom na činjenicu da su njihovi jezici srodni talijanskom), a do tada su se koristili osmercem. Analogno stihovima u sonetu koji su se mijenjali od jedne do druge nacionalne književnosti, mijenjala se i rima.
- Italija

Alternirajuća struktura okteta i dva rasporeda sesteta

ABAB/ABAB/CDC/DCD

ABAB/ABAB/CDE/CDE

Obgrljena rima okteta i dva rasporeda sesteta

ABBA/ABBA/CDC/DCD

ABBA/ABBA/CDE/CDE

- Francuska

Obgrljena rima okteta i dva rasporeda sesteta

ABBA/ABBA/CCD/EED

ABBA/ABBA/CCD/EDE

- Engleska

Tri katrena s alternirajućom rimom i jedan par rima

ABAB/CDCD/EFEF/GG
Stariji hrvatski pjesnici prevodili su talijanski endecasillabo svojim popularnim dvanaestercem (premda je u repertoaru postojao i jedanaesterac), a prvi prevodioci Dantea u 19. st. prenosili su endecasillabo desetercem. Možda je razlog tome činjenica da u 17. st., razdoblju velikih promjena u versifikaciji, između ostalih promjena, zamiru stihovi gdje je prvi članak neparnosložan a drugi parnosložan (5+6 odnosno jedanaesterac). Deseterac se, u prvotnom obliku ili preobražen, tj. s očitom pravilnošću naglaska, trohaičnošću, dugo smatra repertoarski ravnopravnim nekim popularnim stranim stihovima, tako heksametru, ali posebno endecasillabu, jampskom pentametru, petostopnom jambu.

## Talijanski sonet
Tvorcem prvoga soneta drži se prvak sicilijanske pjesničke škole Jacopo (Giacomo) da Lentini; atribuirana su mu 22 soneta. I drugi talijanski književnici, uključujući Dantea Alighieria i Guida Cavalcantia pisali su sonete, ali najpopularniji rani pisac soneta bio je Francesco Petrarca, čiji Kanconijer, uz 29 kancona, 9 sestina, 7 balada i 4 madrigala, sadrži 317 soneta. Talijanski se sonet po njemu naziva još i Petrarkin sonet.
Talijanski sonet sastoji se od dva dijela. Prvi dio tvore dvije katrene, u kojima se obično iznosi problem, a drugi su dio dva terceta, u kojima se obično donosi rješenje. Katreni su povezani jednakim rimama, i to alternirajućom rimom (ABAB ABAB) ili obgrljenom rimom (ABBA ABBA), dok su tercine povezane različitim sistemima rimovanja, u dvije ili tri rime: CDC DCD ili CDE CDE ili CCD EED ili CDC EDE ili CDC DEE i dr. Bitno je da se rima iz katrena ne prenosi u tercete, ali terceti moraju biti međusobno povezani rimama. U hrvatskoj je književnosti tipičan primjer takvog soneta sonet XXXIV iz Ujevićeve zbirke Kolajna, u kojemu su katrene povezane rimom ABAB ABAB; a terceti rimom CDC DEE:
Dubina svijeta munjom tvojih ruku (A)

otkriva blago živim blijeskom kreta; (B)

zmija je tajna u svilnome struku, (A)

tvoje su oči biser od pō svijeta. (B)

Znadeš li biljeg ognja, znaš li muku, (A)

upropašćena carice soneta, (B)

kad ludim batom sljepōčice tuku, (A)

a srce plamsa iskrom suncokreta? (B)

Prsten je vječan u tim viticama, (C)

muzika puna u tom prstu gipkom, (D)

a dok te dragam nježnim kiticama (C)

ti mene lomiš alemom i šipkom; (D)

pa kad god lunjam noći svoga uma (E)

nada mnom blista sumpor dragih gluma. (E)

## Engleski sonet
U englesku književnost sonete uvodi Thomas Wyatt početkom 16. stoljeća. Njegovi soneti i soneti njegovih suvremenika uglavnom su bili prijevodi Petrarkinih i Ronsardovih soneta. Henry Howard odredio je ritam i strukturu podjele na tri katrena i jedan dvostih, koji su danas poznati kao engleski sonet. Najpoznatiji pisac engleskih soneta je William Shakespeare koji je napisao 154 soneta, te se po njemu engleski ili elizabetanski naziva još i Shakespeareov sonet.
Engleski se sonet sastoji od triju katrena povezanih unutar sebe rimom (ABAB CDCD EFEF) i jednog dvostiha povezanog sljubljenom rimom (GG), u kojem se iznosi poanta ili dolazi do naglog obrata.
Početna slova soneta čitana odozgo prema dolje mogu kazivati neku poruku ili ime osobe kojoj je posvećen. Primjer soneta s akrostihom i tipičnom rimom i ritmom za engleski sonet jest sonet Josipa Vidovića posvećenog Magdaleni Tomić, u kojemu početna slova stihova čitana odozgo prema dolje kazuju Volim Magdalenu.
Veliku radost pogled na nju daje (A)

Oči su njene biseri što sjaje (A)

Lice je njeno ogledalo sklada (B)

I osmjeh ima koji sv’jetom vlada. (B)

Misli su moje, njome omeđene (C)

Moje su snage, pred njom pobjeđene (C)

Amorov dodir, njena nježna ruka (D)

Glas njen je čista harmonija zvuka. (D)

Dobrotu neku pogled joj otkriva (E)

A opet isti zagonetku skriva (E)

Labirint snova, razuma i puti (F)

Ekstaza zv’jezda, u njemu se sluti. (F)

Naći ćeš ime i naći ćeš ženu, (G)

U akrostihu nađi tajnu njenu. (G)

## Tematika soneta
Prvi su soneti po sadržaju bili isključivo ljubavni. Već se u 13. stoljeću tematski raspon tematike soneta proširuje, pa se njime mogu izražavati misli i osjećaji (politički, rodoljubni, satirički, polemički, religiozni, filozofski itd.), a sonetnu formu dobivaju i epitafi (nadgrobnice) i pohvale. Neki su ga autori koristili i kao poseban oblik dopisivanja.
Arthur Rimbaud u svom slavnom sonetu Vokali iskazuje uvjerenje da je otkrio tajnu značenja vokala u jeziku. Charles Baudelaire pisao je sonete jer je smatrao da u ovu formu uistinu sve može stati (parodija, uglađenost, tlapnja, filozofska meditacija...). No zbog Petrarkinih soneta iz Kanconijera i utjecaja petrarkista kao struje ljubavne poezije, sonet je ostao trajno vezan uz ljubavnu tematiku.

## Sonetne književne forme

### Sonetni vijenac
Soneti se mogu slagati u nizove i tada je riječ o sonetnom vijencu, koji se na talijanskom naziva još i corona di sonetti (hrv. krunica soneta). Sastoji se od petnaest soneta, a posljednji se zove magistrale ili majstorski sonet. Majstorski se sonet sastoji od početnih stihova preostalih četrnaest soneta. 
Prva slova stihova u majstorskom sonetu, čitana odozgo prema dolje, često tvore akrostih, koji obično kazuje ime osobe kojoj je sonetni vijenac posvećen.
Rime kod majstorskog soneta mogu, umjesto odozgo, započinjati odozdo, i to tako što prvi od četrnaest soneta počinje posljednjim stihom majstorskog soneta, a završava pretposljednjim; drugi sonet započinje pretposljednjim stihom majstorskog soneta, a završava se trećim od kraja, itd. Stoga je važno da rima u majstorskom sonetu, u oba navedena slučaja bude alternirajuća, jer bi se inače u oktetima i sestetima soneta u vijencu pojavile iste rime, što bi proturječilo osnovnom zakonu soneta, da su u ova dva dijela zastupljene različite rime.

### Sonetna glosa
Sonetna glosa vrlo je kompleksna, strogo definirana i zatvorena forma. Posebnom u odnosu na sonet čini je njezina specifična ciklička kompozicija. Ona "glosira" jednu moto-pjesmu najčešće kroz broj stihova od jedan do četiri, ali ponekad i vise, i to u odgovarajućem broju strofa od četiri do deset stihova duljine. Posljednji je stih svake strofe jedan od stihova mota. Kao moto u većini slučajeva prerađuje se neka poznata pjesma.

### Sonet s repom
Sonet s repom (tal. sonetto caudato) od klasičnog se soneta razlikuje po tome što nakon dviju katrena i dviju tercina na kraju ima još jedan stih ili jednu ili više tercina. Rep (tal. coda) se osobito udomaćio kod talijanskih renesansnih pjesnika - sonet s repom oni su koristili kao polemički, satirički i humoristični oblik. Primjer u hrvatskoj književnosti je Seoska crkva Miroslava Krleže:
Dvije stijene. Tri brida, okomita, vitka,

toranj kao tvrđa u oblake raste,

oko gromovoda iglat cvrkut laste;

obris tornja: slika smiona i vitka.

O, kako je boja zraka mirisna i žitka!

Na jabuci bakar boje zelenkaste,

rastu magle olovne i tmaste,

grmljavine glas, u oblacima bitka.

Ljepote to su umornog užitka

i radosti plave, djetinjaste:

sumorno i nijemo sanjati u klupi,

u polutmini crkve. Odjeci prazni, tupi,

akustika groba: tu se slatko drijema.

Mrtvi sveci, trule knjige, boga nema.

Meket ovce iz crkvenog trijema.

## Moderni sonet
Pjesnička zbirka Cvjetovi zla Charlesa Baudelairea, sadržajno i formalno suprotstavljena Petrarkinoj ljubavnoj poeziji, postaje uzor modernog soneta. Baudelaire, kao začetnik europskoga modernog pjesništva, smatra se umjerenim modernistom, pjesnikom koji je moderan na staromodan način. On posvećuje pozornost njegovanju tradicionalnih oblika (sonet); na tradiciju se nadovezuje nastojeći da novi pogled izrazi originalno, ali putem tradicionalnih strukturno-izražajnih paradigmi. On smatra da retorika i prozodija nisu nikada priječile originalnosti da dođe do izražaja. Svojim prihvaćanjem toga temeljnog načela poetike, Baudelaire se svrstava u tradicionalni red pjesnika, ali istodobno prethodi modernoj teoretskoj razradi postavke o potrebi da djelo proiziđe iz napora za svladavanjem otegotnih okolnosti na putu od inspiracije do izraza. Ovo je bitno s obzirom na karakterizaciju Baudelairea kao vrsnoga sonetista, ali ne u petrarkističkom smislu.
Za razliku od onih koji su sonet voljeli i njime se izražavali, sonete su pisali (ali, najčešće, one bez rime) i protivnici uvođenja ovoga oblika u poeziju. Kad se govori o nerimovanom sonetu, treba napomenuti da u teoriji književnosti postoje nazivi za pravilan i nepravilan sonet. Pravilnim sonetom obično se smatra samo izvorni talijanski oblik, sa strogim rasporedom rima. Svi drugi su oblici tako podvedeni pod pojam nepravilnog soneta. U grupu se nepravilnih soneta, prema nekim teoretičarima, ubraja i engleski ili Shakespearov sonet. Sudeći po pjesničkoj praksi, sonet i ne mora udovoljavati svim tradicionalnim uvjetima. Mnoge od tih uvjeta sonet sve više napušta, a istovremeno uvodi nove i upotrebom ih ozakonjuje. No, raspored strofa i određena unutrašnja kompaktnost ostaju nužan uvjet prepoznavanja ove pjesničke vrste. Soneti naime i danas nastaju u odnosu prema zadanoj tradiciji oblika s jedne strane, ali u poetičkom okruženju koje je po svojoj naravi antinormativno. Stoga sonet reflektira obje sile koje na njega utječu, tražeći načine da unutar okvirne pravilnosti ponudi i nepravilnost.

## Primjeri soneta
- Antun Gustav Matoš, Utjeha kose
- Arthur Rimbaud, Zlo
- Antun Gustav Matoš, Jesenje veče
- Antun Gustav Matoš, Djevojčici mjesto igračke